# Enterprise Unified Process
Enterprise Unified Process (EUP) ou Processo Unificado Empresarial (PUE) é uma variante, aumentada, do Rational Unified Process (RUP) ou Processo Unificado Rational/Racional (PUR) - metodologia criada pela Rational Software Corporation e que se tornou conhecida, também, como IBM Rational Unified Process (IRUP) ou Processo Unificado IBM/Rational (PUIR), após a aquisição daquela pela IBM. O Processo Unificado Empresarial foi desenvolvido por Scott W. Ambler e Larry Constantine, em 2000, sendo reformulado, em 2005, por Ambler, John Nalbone e Michael Vizdos. Originalmente concebido para superar algumas carências do Processo Unificado Rational/Racional, quais sejam, a falta de suporte e a eventual retirada de um sistema de software. Assim, foram adicionadas duas fases e várias novas disciplinas. O PUE ou EUP vê o desenvolvimento de software não como uma atividade independente, mas integrado ao ciclo de vida do sistema (a ser construído, melhorado ou substituído), o ciclo de vida de TI da empresa e o ciclo de vida da própria empresa/organização.Trata-se do desenvolvimento do software, pelo ponto de vista do cliente.
Em 2013, os trabalhos começaram a expandir o EUP, de maneira a ser baseado no método Disciplined Agile Delivery (DAD) ou Entrega Ágil Disciplinada (EAD), ao invés do Processo Unificado.

## Fases
O Processo Unificado Rational/Racional define quatro fases de projeto:
- Início;
- Elaboração;
- Construção; e
- Transição.

A estes, o Processo Unificado Empresarial acrescenta duas adicionais fases:
- Produção; e
- Desativação.

## Disciplinas
O RUP define nove disciplinas de projeto:
- Modelagem de Negócios;
- Requisitos;
- Análise e Projeto;
- Implementação;
- Teste;
- Desenvolvimento;
- Configuração e Gerenciamento de Mudanças;
- Gerenciamento de Projetos; e
- Ambiente.

O EUP acrescenta, a estes, uma disciplina de projeto:
- Operações e Suporte.

E sete disciplinas corporativas:
- Modelagem de Negócios Empresariais;
- Gestão de Portfólio;
- Arquitetura Empresarial;
- Reuso Estratégico;
- Gestão de Pessoas;
- Administração Empresarial; e
- Melhoria de Processos de Software.

## As Melhores Práticas em EUP
O EUP fornecer as seguintes melhores práticas:
- Desenvolvimento iterativo;
- Gerenciamento de requisitos;
- Arquitetura comprovada;
- Modelagem;
- Verificação contínua da qualidade;
- Gerenciamento de mudanças;
- Desenvolvimento colaborativo;
- Visão para além do desenvolvimento;
- Entrega de software funcional, em períodos regulares; e
- Gerenciamento de risco.